# Forest Park (Georgia)
Forest Park is een plaats (city) in de Amerikaanse staat Georgia, en valt bestuurlijk gezien onder Clayton County.

## Demografie
Bij de volkstelling in 2000 werd het aantal inwoners vastgesteld op 21.447.
In 2006 is het aantal inwoners door het United States Census Bureau geschat op 22.080, een stijging van 633 (3.0%).

## Geografie
Volgens het United States Census Bureau beslaat de plaats een oppervlakte van
24,4 km², waarvan 24,3 km² land en 0,1 km² water.

## Plaatsen in de nabije omgeving
De onderstaande figuur toont nabijgelegen plaatsen in een straal van 12 km rond Forest Park.